# Liste der Einträge im National Register of Historic Places im Scott County (Minnesota)

Lage des Scott County in Minnesota

Die Liste der Einträge im National Register of Historic Places im Scott County in Minnesota führt alle Bauwerke und historischen Stätten im Scott County auf, die in das National Register of Historic Places aufgenommen wurden.

## Legende
| NRHP | Historic Place    |
| HD   | Historic District |

## Aktuelle Einträge
| [ 2 ] | Name                                    | Bild                                    | Eintragsdatum        | Lage                                                                          | Ort                 | Beschreibung |
| ----- | --------------------------------------- | --------------------------------------- | -------------------- | ----------------------------------------------------------------------------- | ------------------- | --- |
| 1     | Abraham Bisson House                    | Abraham Bisson House                    | 1980 ID-Nr. 80002164 | County Road 57 44° 39′ 29″ N, 93° 42′ 30″ W                                   | Jordan              | |
| 2     | Church of St. Wenceslaus                | Church of St. Wenceslaus                | 1982 ID-Nr. 82003035 | East Main Street 44° 32′ 39″ N, 93° 34′ 27″ W                                 | New Prague          | Katholische Kirche tschechischer Einwanderer |
| 3     | Julius A. Coller House                  | Julius A. Coller House                  | 1980 ID-Nr. 80002168 | 434 South Lewis Street 44° 48′ 11″ N, 93° 31′ 28″ W                           | Shakopee            | |
| 4     | Early Shakopee Houses                   | Early Shakopee Houses                   | 1980 ID-Nr. 80002169 | 411 und 419 East 2nd Avenue 44° 47′ 55″ N, 93° 31′ 17″ W                      | Shakopee            | |
| 5     | Episcopal Church of the Transfiguration | Episcopal Church of the Transfiguration | 1980 ID-Nr. 80002159 | Walnut and Church Streets 44° 37′ 28″ N, 93° 45′ 47″ W                        | Belle Plaine        | 1868 im Carpenter Gothic genannten Stil errichtete Kirche |
| 6     | Foss and Wells House                    | Foss and Wells House                    | 1980 ID-Nr. 80002161 | 613 South Broadway 44° 39′ 24″ N, 93° 37′ 35″ W                               | Jordan              | 1858 im Italianate-Stil errichtetes Haus |
| 7     | Holmes Street Bridge                    | Holmes Street Bridge                    | 2010 ID-Nr. 10000414 | Brücke der Holmes Street über den Minnesota River 44° 48′ 1″ N, 93° 31′ 38″ W | Shakopee            | |
| 8     | Hooper-Bowler-Hillstrom House           | Hooper-Bowler-Hillstrom House           | 1980 ID-Nr. 80002160 | Court Street Ecke Cedar Street 44° 37′ 36″ N, 93° 45′ 55″ W                   | Belle Plaine        | 1871 errichtetes Gebäude; die Einrichtung des heute in städtischem Besitz befindlichen Hauses entstammt verschiedenen Stilrichtungen aus dem 19. und frühen 20. Jahrhundert |
| 9     | Inyan Ceyaka Otonwe                     |                                         | 1999 ID-Nr. 99000191 | Adresse nicht veröffentlicht                                                  | Louisville Township | Indianerdorf der Dakota |
| 10    | Jordan Brewery Ruins                    | Jordan Brewery Ruins                    | 1980 ID-Nr. 80002162 | South Broadway 44° 39′ 48″ N, 93° 37′ 31″ W                                   | Jordan              | Komplex von aus Kalkstein bestehenden Gebäuden, die der Bierbrauer Frank Nicolin 1861 bis 1900 errichten ließ                                                               |
| 11    | Jordan Historic District                | Jordan Historic District                | 1980 ID-Nr. 80002163 | Water Street and South Broadway Street 44° 39′ 55″ N, 93° 37′ 32″ W           | Jordan              | Ensemble von Geschäftsgebäuden aus der zweiten Hälfte des 19. Jahrhunderts                                                                                                  |
| 12    | Wencl Kajer Farmstead                   | Wencl Kajer Farmstead                   | 1980 ID-Nr. 80002166 | County Highway 2 44° 34′ 29″ N, 93° 23′ 31″ W                                 | Elko New Market     | 1920 errichtetes Farmhaus und Rundscheune |
| 13    | Maka Yusota                             | Maka Yusota                             | 2003 ID-Nr. 02001703 | Adresse nicht veröffentlicht                                                  | Savage              | Heilige Stätte der Dakota |
| 14    | Mudbaden Sulphur Springs Company        | Mudbaden Sulphur Springs Company        | 1980 ID-Nr. 80002165 | 17706 Valley View Drive 44° 41′ 37″ N, 93° 36′ 56″ W                          | Jordan              | 1915 im neoklassizistischen Stil errichtetes zweistöckiges Kurhaus |
| 15    | New Market Hotel and Store              | New Market Hotel and Store              | 1980 ID-Nr. 80002167 | Main Street 44° 34′ 24″ N, 93° 21′ 8″ W                                       | Elko New Market     | |
| 16    | Shakopee Historic District              | Shakopee Historic District              | 1972 ID-Nr. 72000682 | MN 101 44° 48′ 27″ N, 93° 29′ 34″ W                                           | Shakopee            | |
| 17    | Saint Mary’s Church of the Purification | Saint Mary’s Church of the Purification | 1980 ID-Nr. 80002173 | 15850 Marystown Road 44° 43′ 12″ N, 93° 32′ 28″ W                             | Shakopee            | 1882 errichtete katholische Kirche |
| 18    | Strunk-Nyssen House                     | Strunk-Nyssen House                     | 1980 ID-Nr. 80002174 | Strunks Road 44° 47′ 19″ N, 93° 33′ 26″ W                                     | Shakopee            | |

## Frühere Einträge
| [ 2 ] | Name                  | Bild | Eintragsdatum        | Lage                                                               | Ort          | Beschreibung                             |
| ----- | --------------------- | ---- | -------------------- | ------------------------------------------------------------------ | ------------ | ---------------------------------------- |
| 1     | Bridge No. L3040      |      | 2007 ID-Nr. 89001829 | County Road 51, nördlich der MN 19 44° 34′ 3,8″ N, 93° 45′ 41,2″ W | Belle Plaine |                                          |
| 2     | Merchants Hotel       |      | 1980 ID-Nr. 80002171 | 211 East 2nd Street 44° 47′ 56,9″ N, 93° 31′ 41,2″ W               | Shakopee     | Im Jahr 1987 aus dem Register gestrichen |
| 3     | Reis Block            |      | 1980 ID-Nr. 80002172 | 1st Street Ecke Holmes Street 44° 47′ 56,9″ N, 93° 31′ 41,2″ W     | Shakopee     | 1987 aus dem Register gestrichen         |
| 4     | Roehl-Lenzmeier House |      | 2003 ID-Nr. 82003032 | MN 300 44° 47′ 17,7″ N, 93° 33′ 3,7″ W                             | Shakopee     |                                          |